# Bahnhof Toyokawa
Der Bahnhof Toyokawa (jap. 豊川駅, Toyokawa-eki) ist ein Bahnhof auf der japanischen Insel Honshū, betrieben von der Bahngesellschaft JR Central. Er befindet sich in der Präfektur Aichi auf dem Gebiet der Stadt Toyokawa. Unmittelbar daneben steht der Bahnhof Toyokawa-Inari (豊川稲荷駅, Toyokawa-Inari-eki) der Bahngesellschaft Meitetsu, der mit dem erstgenannten jedoch nicht betrieblich verbunden ist.

## Verbindungen
Toyokawa ist ein Durchgangsbahnhof an der von JR Central betriebenen Iida-Linie, die Toyohashi mit Iida und Tatsuno verbindet. Zweimal täglich verkehrt der Schnellzug Inaji (伊那路) von Toyohashi nach Iida und zurück, dabei hält er jeweils auch in Toyokawa. Im Regionalverkehr wird in Richtung Toyohashi ein 15-Minuten-Takt angeboten. In der entgegengesetzten Richtung verkehren die Nahverkehrszüge alle 30 bis 60 Minuten bis Hon-Nagashino. Einzelne Züge werden von dort aus weiter nach Norden geführt.
Im angrenzenden Kopfbahnhof Toyokawa-Inari bietet die Bahngesellschaft Meitetsu einen Halbstundentakt auf der Meitetsu Toyokawa-Linie nach Kō an, wo auf die Meitetsu Nagoya-Hauptlinie umgestiegen werden kann. Während der Hauptverkehrszeit kommen Express-Eilzüge hinzu, die zunächst alle Bahnhöfe der Toyokawa-Linie bedienen und ab Kō weiter über Higashi-Okazaki, Chiryū und Meitetsu Nagoya nach Meitetsu Ichinomiya verkehren.
Der westliche Bahnhofsvorplatz ist ein wichtiger Knotenpunkt des lokalen und regionalen Busverkehrs. Von hier aus verkehren mehrere Linien der zur Meitetsu Group gehörenden Gesellschaft Toyotetsu Bus und des städtischen Toyokawa City Community Bus. Je eine Linie wird durch die Haltestelle auf dem östlichen Vorplatz bedient.

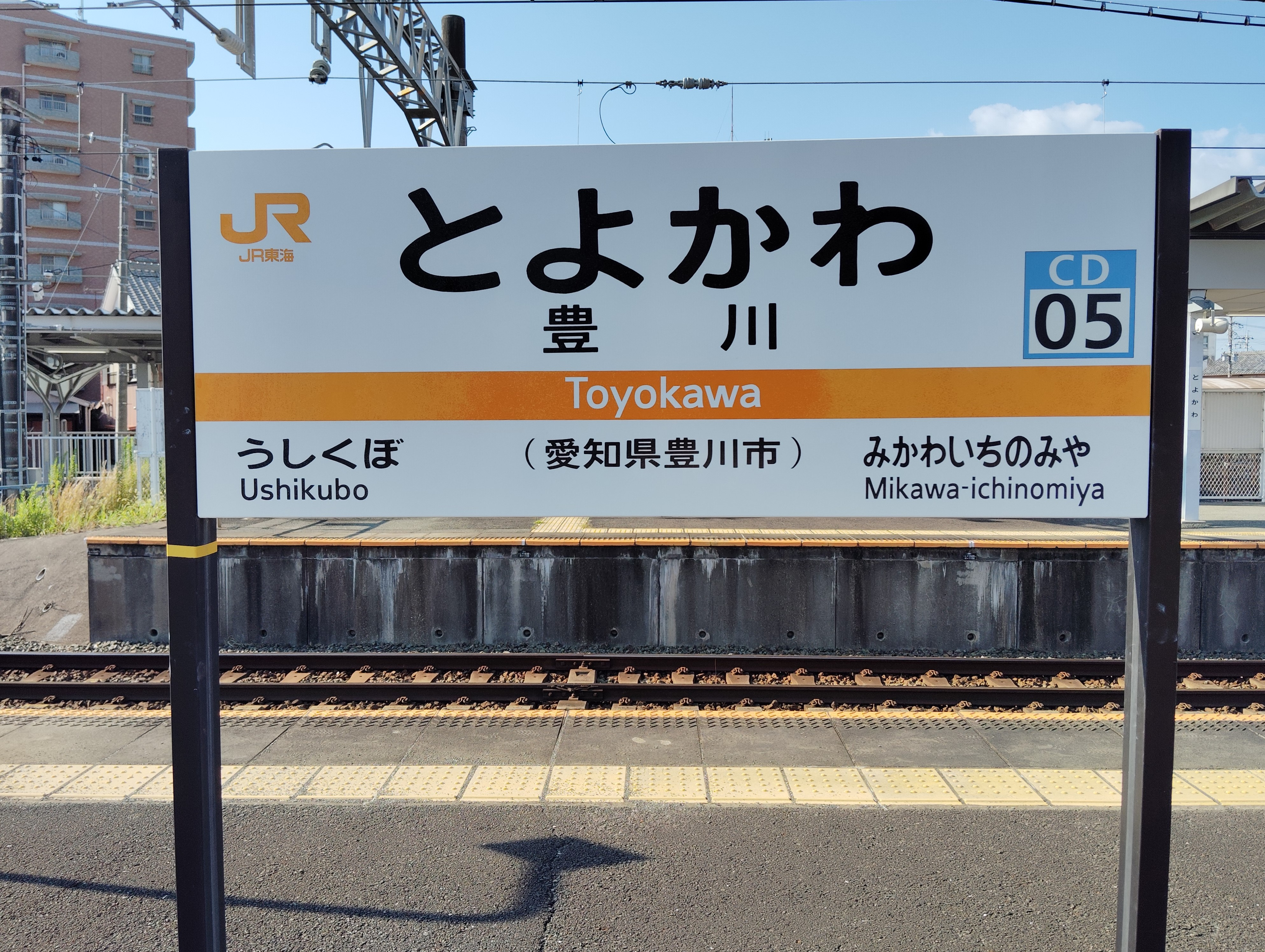
Bahnhofsschild

## Anlage

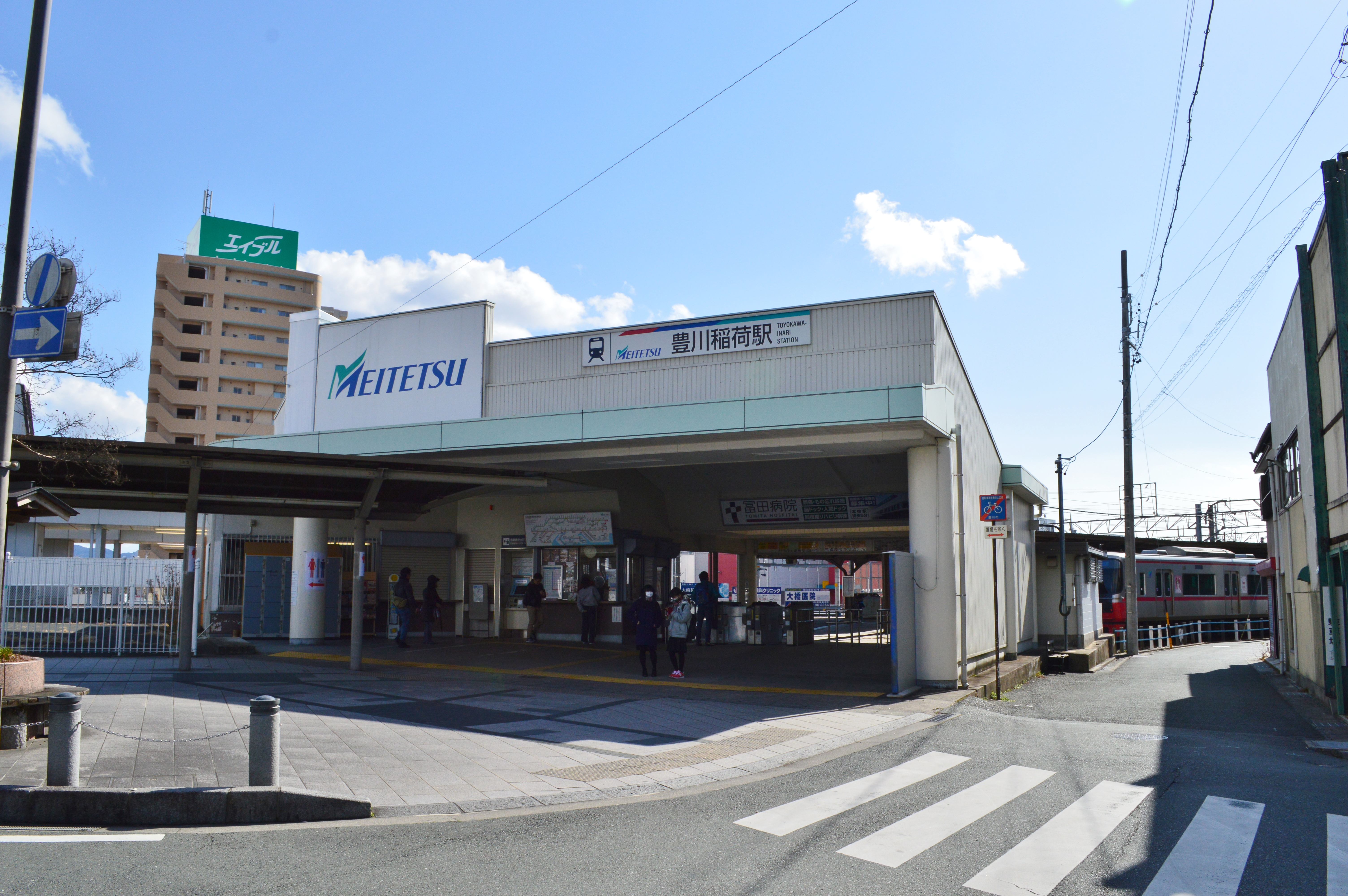
Bahnhof Toyokawa-Inari

Der Bahnhofskomplex steht im zentralen Stadtteil Toyokawa-chō. Er ist von Südwesten nach Nordosten ausgerichtet und besteht aus zwei betrieblich nicht miteinander verbundenen Teilen. Der Durchgangsbahnhof an der Iida-Linie besitzt fünf Gleise, von denen drei dem Personenverkehr dienen. Diese liegen am Hausbahnsteig und an einem überdachten Mittelbahnsteig. Das im Jahr 1996 fertiggestellte Empfangsgebäude besitzt die Form eines Reiterbahnhofs, der sich über das gesamte Gleisfeld spannt. In das brückenartige Bauwerk ist eine Fußgängerpassage integriert. Sie ermöglicht eine Verbindung zwischen beiden Vorplätzen, ohne dass dabei die Bahnsteigsperren passiert werden müssen. Vor dem Neubau existierte ein Personentunnel, der auch zu einem (mittlerweile abgebauten) zweiten Mittelbahnsteig zwischen den Gleisen 4 und 5 führte.
Im Bahnhof Toyokawa selbst wird kein Güterverkehr mehr abgewickelt, doch nördlich davon beginnt ein rund zweieinhalb Kilometer langes Anschlussgleis, das zu einer bedeutenden Fabrik des Schienenfahrzeugherstellers Nippon Sharyō führt. Auf dieser Zweigstrecke verlassen Schienenfahrzeuge die Produktionsstätte oder werden dorthin zur Wartung gefahren. Der Kopfbahnhof ist die Endstation der Meitetsu Toyokawa-Linie. Er besitzt zwei stumpf endende Gleise an einem rund zur Hälfte überdachten Mittelbahnsteig. Gleis 1 kann Züge mit sechs Wagen aufnehmen, Gleis 2 solche mit vier Wagen. Das Empfangsgebäude ist auf den westlichen Bahnhofsvorplatz ausgerichtet. Es gibt keine Gleisverbindung zur Iida-Linie.
Im Jahr 2015 zählte der Bahnhofsteil von JR Central täglich im Durchschnitt 3199 Fahrgäste, jener der Meitetsu 4902.

## Gleise
| 1   | ▉ Iida-Linie | Toyohashi                     |
| 2/3 | ▉ Iida-Linie | Chūbu-Tenryū • Iida • Tatsuno |

| 1/2 | ▉ Toyokawa-Linie | Kō • Meitetsu Nagoya • Meitetsu Gifu |

## Linien
| Verlauf der Iida-Linie |
| --- |
| Toyohashi • Funamachi • Shimoji • Kozakai • Ushikubo • Toyokawa • Mikawa-Ichinomiya • Nagayama • Ejima • Tōjō • Nodajō • Shinshiro • Higashi-Shimmachi • Chausuyama • Mikawa-Tōgō • Ōmi • Torii • Nagashinojō • Hon-Nagashino • Mikawa-Ōno • Yuya-Onsen • Mikawa-Makihara • Kakidaira • Mikawa-Kawai • Ikeba • Tōei • Izumma • Kamiichiba • Urakawa • Hayase • Shimokawai • Chūbu-Tenryū • Sakuma • Aizuki • Shironishi • Mukaichiba • Misakubo • Ōzore • Kowada • Nakaisamurai • Ina-Kozawa • Ugusu • Hiraoka • Shiteguri • Nukuta • Tamoto • Kadoshima • Karakasa • Kinno • Chiyo • Tenryūkyō • Kawaji • Tokimata • Dashina • Kega • Ina-Yawata • Shimoyamamura • Kanae • Kiriishi • Iida • Sakuramachi • Ina-Kamisato • Moto-Zenkōji • Shimoichida • Ichida • Shimodaira • Yamabuki • Ina-Ōshima • Kami-Katagiri • Ina-Tajima • Takatōbara • Nanakubo • Ina-Hongō • Iijima • Tagiri • Ina-Fukuoka • Komachiya • Komagane • Ōtagiri • iyada • Akagi • Sawando • Shimojima • Inashi • Ina-Kita • Tabata • Kitatono • Kinoshita • Ina-Matsushima • Sawa • Haba • Ina-Shimmachi • Miyaki • Tatsuno |

| Verlauf der Meitetsu Toyokawa-Linie                 |
| --------------------------------------------------- |
| Kō • Yawata • Suwachō • Inariguchi • Toyokawa-Inari |

## Geschichte

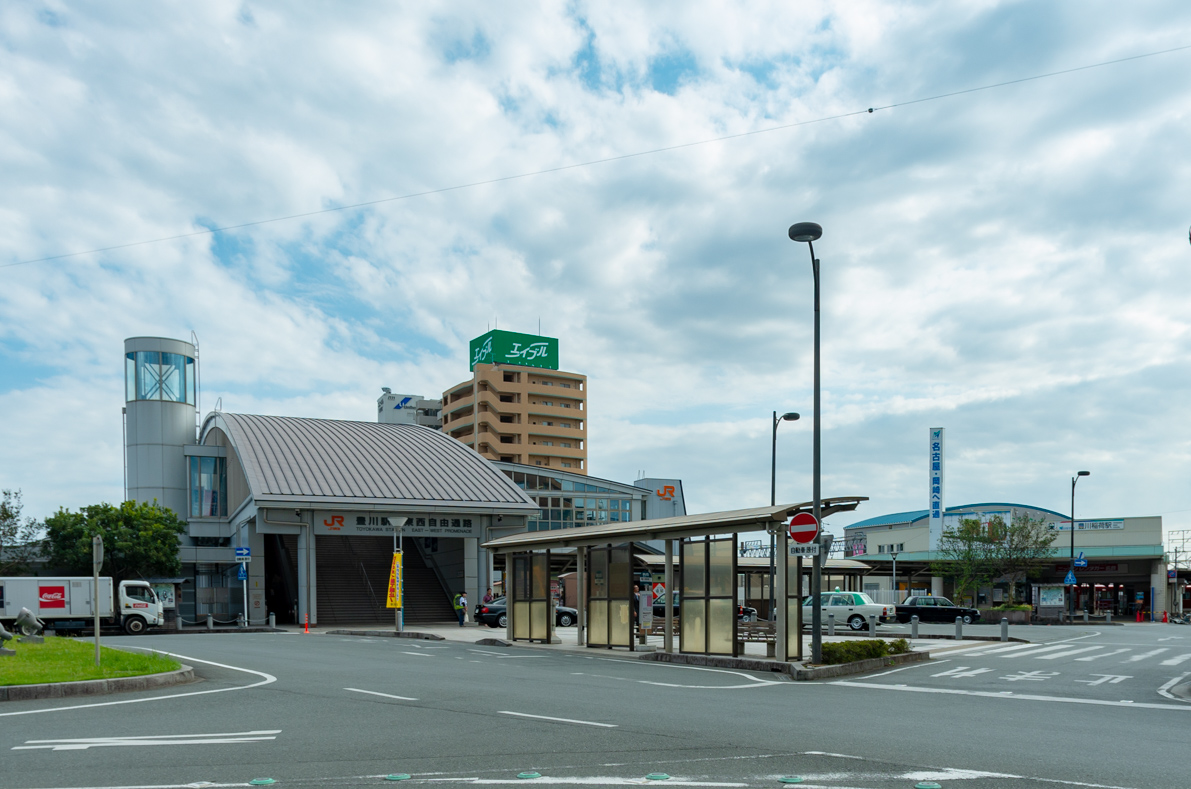
Westlicher Vorplatz

Die Bahngesellschaft Toyokawa Tetsudō eröffnete am 15. Juli 1897 den ersten Streckenabschnitt der späteren Iida-Linie, der von Toyohashi bis hierhin führte. Eine Woche lang war Toyokawa die nördliche Endstation, bis zur Inbetriebnahme des Abschnitts nach Mikawa-Ichinomiya am 22. Juli. Das erste hölzerne Empfangsgebäude wurde im Dezember 1931 durch einen dreigeschossigen Neubau aus Stahlbeton ersetzt. Um mehr Kundschaft anzulocken, waren darin auch Läden und Cafés, ein Theatersaal sowie ein Kino untergebracht. Nach der Übernahme der Toyokawa Tetsudō durch die Meitetsu im Jahr 1938 eröffnete letztere am 12. Mai 1942 eine Zweigstrecke von Toyokawa nach Nishi-Toyokawa, um ein bedeutendes Arsenal der Kaiserlich Japanischen Marine zu erschließen. Sowohl die Haupt- als auch die Zweigstrecke gingen am 1. April 1943 in staatlichen Besitz über. Für den Betrieb war nun das Eisenbahnministerium verantwortlich, ab 1949 die Japanische Staatsbahn.
Im Oktober 1945, einen Monate nach dem Ende des Pazifikkriegs, schloss das Arsenal seine Tore, die Zweigstrecke blieb aber weiterhin in Betrieb. Am 15. September 1956 gab die Staatsbahn den stark rückläufigen Personenverkehr nach Nishi-Toyokawa auf. 1963 errichtete Nippon Sharyō auf dem früheren Arsenalgelände eine Fabrik und nutzt seither die Zweigstrecke regelmäßig. Aus Kostengründen stellte die Staatsbahn am 21. Januar 1984 den Güterumschlag im Bahnhof Toyokawa ein, am 14. März 1985 auch die Gepäckaufgabe. Im Rahmen der Staatsbahnprivatisierung ging der Bahnhof am 1. April 1987 in den Besitz der neuen Gesellschaft JR Central über. Nach dem Bau eines Provisoriums begann im Juni 1995 der Abbruch des alten Empfangsgebäudes, die Einweihung des neuen Reiterbahnhofs erfolgte am 17. Dezember 1996.
1945 hatte die Meitetsu den ersten Abschnitt der Meitetsu Toyokawa-Linie zum damaligen westlichen Stadtrand von Toyokawa eröffnet. Am 25. Dezember 1954 stellte sie die Strecke bis zum Bahnhof der Staatsbahn fertig. Der Meitetsu-Bahnhofsteil erhielt zunächst die Bezeichnung Shin-Toyokawa (新豊川), am 1. Mai 1955 erfolgte die Umbenennung in Toyokawa-Inari. Mit dem neuen Namen sollte auf den nahe gelegenen Toyokawa Inari hingewiesen werden, einen bedeutenden Tempel der buddhistischen Sōtō-shū-Schule. 1984 wurde der Bahnsteig verlängert, um zumindest auf einem Gleis Züge mit sechs Wagen einsetzen zu können.